# Toragana
Toragana o Töregene Khatun, a les fonts musulmanes Turakina (?–1265) fou una princesa (khatun) i regent de l'Imperi Mongol entre 1242 i 1246. Era l'esposa del gran kan Ogodei, fill de Genguis Kan. Havia estat casada en primeres núpcies amb un dels caps markit, Qudu (fill de Topto'a-baki). El seu origen és incert, però probablement era naiman tot i que Rashid al-Din la considera markit.
L'11 de desembre de 1241 va morir Ogodai. La regència de l'imperi fou confiada a la vídua, la khatun Toragana. Ogodei havia destinat pel tron el seu tercer fill Qutchu o Qutču (Köču), però aquest va morir en la guerra contra els Song (1236) i el seu lloc el va ocupar el fill gran de Qutču, Čiramon o (Shiremün). Tanmateix, Toragana volia fer nomenar gran kan Guyuk, el fill d'Ogodei .
Durant la seva regència alguns consellers d'Ogodai van caure en desgràcia, entre ells el kerait nestorià Tchin-qai o Činkay, i el kitan de cultura xinesa Ye-liu Tch'ou-ts'ai, que feia de facto les funcions de ministre de finances, i fou substituït pel musulmà Abd al-Rahman que va prometre a la regent doblar la recaptació. També va caure en desgràcia temporal el musulmà Masud Yalavač, governador del Turquestan i Transoxiana que es va posar sota protecció de Batu Khan, i en desgràcia definitiva l'uigur Korguz, governador de Pèrsia oriental. Mahmud Yalavač (fill de Masud Yalavač) que governava la Xina del nord, va haver de fugir i refugiar-se amb un dels altres fills d'Ogodei.
Toragana tenia el suport del vell Txagatai (segon fill de Genguis Kan) que li havia fet confiar la regència, però que va morir el 1242. Llavors el germà petit de Genguis Kan, Temugé Otxigin (els territoris del qual s'estenien per la Mongòlia oriental i la regió de Girin) es va dirigir amb soldats cap als territoris imperials amb intencions poc clares. Tanmateix, l'arribada de Guyuk des d'Europa al seu ulus del Iemil, va estabilitzar la situació. D'altra banda Batu Khan era enemic personal de Guyuk, que l'havia desobeït a la campanya a Europa, i va retardar tant com va poder el kuriltai per l'elecció del nou gran kan, i quan finalment fou convocat va excusar la seva assistència al·legant una malaltia. El 1243 el general Baydju va aconseguir la decisiva victòria al Kösedağ el 26 de juny de 1243 que va permetre el domini del Soldanat de Rum.
El kuriltai per l'elecció es va celebrar a la primavera o estiu del 1246 prop del llac Kuku Nor, a les fonts de l'Orkhon, i no lluny de Karakorum, o es va aixecar l'anomenada Sira Ordo («residència d'or»), una gran formació de tendes, on van estar presents tots els prínceps genguiskhànides excepte Batu, i molts governadors territorials i reis vassalls; entre els més destacats Masud Yalawatch, que havia estat reposat com a governador de Turquestan i Transoxiana després de caure temporalment en desgràcia; Argun Agha, governador de Pèrsia; els dos pretendents georgians David Narin i David Lacha, el gran duc rus Iaroslav II de Wladirmir-Suzdal, Sempad germà del rei d'Armènia Menor Hetum I, el príncep seljúcida (després sultà el 1249) Kilidj Arslan IV, representants dels atabegs de Kirman, de Fars i de Mosul, i fins i tot un ambaixador del califa de Bagdad.
Conforme als desitjos de la regent, Guyuk fou escollit i entronitzat el 24 d'agost de 1246. Guyuk només va acceptar si l'imperi restava hereditari a la seva línia, condició que fou aclamada pels presents.
Al cap de dos o tres mesos va morir Torgana en circumstàncies estranyes.